# وسام بوياكا

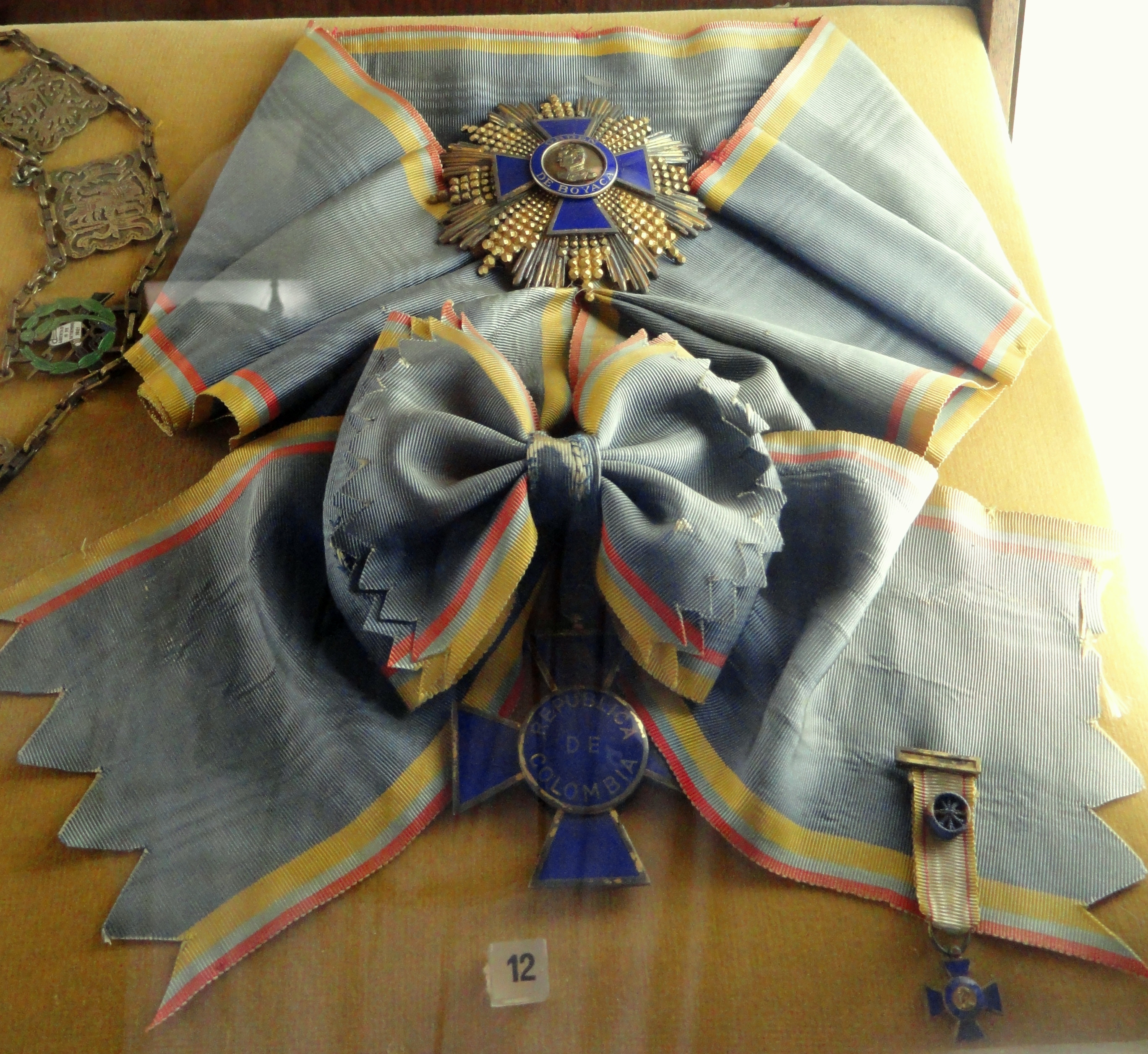
وسام بوياكا الممنوح لرئيس البرازيل جوسيلينو كوبيتشيك

وسام بوياكا (Orden de Boyacá) هو أعلى وسام في جمهورية كولومبيا قلده «المحرر» سيمون بوليفار اعترافا وتقديرا للضباط العسكريين والمدنيين الكولومبيين والمواطنين الأجانب من الدول الصديقة الذين شاركوا في تحرير البلاد سنة 1819.
أنشئت فكرة الوسام في عام 1922، حيث كانت قبلا مخصصة لتوشيح الجنرالات الذين قادوا قواتهم للفوز في معركة بوياكا في عام 1819. لكن أعيد تأسيسه في عام 1919 كتكريم لأفراد الجيش بعد أن قام النظام بتنقيحات وتوسعات في شكلها الحالي، أصبح المدنيون مؤهلين لذلك منذ عام 1922.